# Šramana
Šramanové (v sanskrtu šramana, v pálí samana) byli potulní kazatelé a asketi starověké Indie v masovém měřítku působící asi v 6. až 5. století př. n. l. Také se nazývali tuláci nebo poutníci (v sans. parivrádžaka, v pálí paribbádžaka). V buddhistických textech je výraz šramana používán v přeneseném významu pro označení buddhistického mnicha.

## Definice
Tento společensky akceptovaný stav poutníků v bezdomoví je zvláštností indické kultury. Jeho kořeny snad leží v šamanismu, v dobách mágů, kněží a léčitelů drávidských praobyvatel, z jejichž tělesných extatických cvičení vyšla tradice jógy a meditace.
Přistěhovalí árijci si zpočátku drželi odstup od podrobeného drávidského obyvatelstva a jeho zvyků. Ale v průběhu staletí se vmísily části původních obyvatel do kastovního systému árijců a drávidské kulty se těšily jejich pozornost. Obětní rituály a mýty bráhmanů ztratily ekonomickými a sociálními změnami na své dříve smysluplné síle a to podporovalo tento vývoj.
Šramani se snažili nalézt odpovědi na nejzákladnější existenciální otázky, nejčastěji hledali metodu, pomocí níž by bylo možné uniknout z neustálého znovuzrozování (samsáry). Nejčastěji pocházeli z bráhmanské a kšatrijské kasty. Tím, že opustili své společenské postavení, vytvořili zvláštní společenskou vrstvu mimo kastovní systém. Těšili se velké podpoře lidu, z jehož almužen byli živi. Rozvinuli nejrůznější teorie zahrnující jak teistické představy, tak i čistý materialismus.
Ocenění a podpora, jaké se šramani těšili u obyvatelstva, spočívaly na jedné straně v tom, že úcta k šramanům – mágům a léčitelům, se přenesla na jejich potomky. Navíc díky rozmanitosti jejich učení a praktik mohl každý pociťovat šramanský stav jako užitečný: sedláku se posloužilo předpovědí počasí nebo kouzlem, přivolávajícím úrodnost, válečníku kletbou proti zásahu šípem. Bohatému obchodníkovi vykládali šramani etiku, jež měla vést k šťastnému životu po smrti. Dokonce despotický monarcha mohl vyhledat šramanské filosofy, kteří ho zbavovali strachu z trestu na onom světě.

## Učení některých šramanů
Tak hlásal Púrana Kášjapa (v páli Púrana Kassapa)beznásledkovost mravního jednání pro toho, kdo činí: Kdo ničí a nechá ničit, trápí a nechá trápit, způsobuje starost a nouzi, bije a nechá bít, zabíjí živé, bere, co nedal, vniká do domů, loupí cizí majetek, krade, podvádí, svádí ženy, lže, ten tím na sebe nebere žádnou vinu (…). Kdo chodí podél severního břehu Gangy, obdarovává a dává, almužny rozděluje a nechá rozdělovat, nemá za to žádnou zásluhu, nekoná nic dobrého.
Šramana Adžita Kešakambala (v páli Adžita Késakambalí) zastával materialistický názor na svět: Člověk je stvořen jen ze čtyř elementů. Zemře-li, jde země k zemi, voda k vodě, oheň k ohni, vzduch k vzduchu (…). Blázni i moudří jsou s koncem těla zničeni, pominou, nejsou již po smrti ničím. Neexistují proto žádné prospěšné nebo neprospěšné činy (karma).
Pro Kakudu Kátjájanu (v páli Pakudha Kaččájana) bylo empirické bytí jen iluzorní souhrou na základě oddělených substancí: Sedm prvků (…) je nehybných, neproměnných, nedotýkají se a nemají na sebe navzájem vliv. Kterých sedm? Země, voda, oheň, vzduch, touha, utrpení a život jako sedmý. (…) Kdyby někdo rozťal ostrým mečem lebku, nic živého by nezabil, neboť rána mečem projde hranicemi všech sedmi elementů.
Poznat poslední principy, k nimž se vrací vše existující, byl důležitý požadavek indického filosofování. Ale byli také šramani, jejichž učení spočívalo právě v odmítání přesných vysvětlení. Samdžajin Vadžratíputra (v páli Saňdžaja Bélatthíputta) nejčastěji odpovídal: Neříkám k tomu ani „ano“, ani něco jiného, ani „ne“ a ani to není mým názorem, že to není ten případ, že se to tak nechová.
Pro šramanu Maskarina Gošálíputru (v páli Makkhali Gósalá) procházela bytost pod tlakem řádu cestu mnohými formami života. Protože proces znovuzrozování pak skončil sám od sebe, nevedlo by úsilí o vysvobození z něj k cíli: Jako se vržené klubko příze rozmotá jen tím, že se odvíjí, stejně tak dosáhnou blázni jako mudrci konce utrpení jen tím, že dokončí koloběh zrodů. Je lhostejno, o co by se člověk pokoušel, neboť by to nemělo žádný vliv na pevně stanovený počet a kvalitu následujících existencí. Pro Gautamu Buddhu, zakladatele buddhismu, byla Maskarinova nauka tou nejhorší, protože Maskarin, tento pošetilý člověk, učí a myslí, že není žádný (účinný a spásný) čin (…). Maskarin byl zakladatel náboženství Ádžíviků, které přetrvalo v Indii několik století.
Nejrozšířenější byl názor, že činy (karma) minulých životů určují kvalitu současného života stejně jako momentální činy utvářejí okolnosti budoucích existencí. Podle toho člověk vyvolává konáním dobra nebo zla pozitivní nebo negativní situace budoucího bytí. Rozvinuly se nejrůznější metody, které měly vést k osvobození od karmického zákona příčiny a následku.
Někteří šramané věřili, že mohou dosáhnout osvobození sebetrýznivou askezí. Sebetrýzněním měly být odčiněny všechny špatné činy spácháné v minulosti. K osvobození došlo v okamžiku, kdy byly takto vyhlazeny všechny špatné skutky. Jiní šramani chtěli dosáhnout osvobození pomocí napodobování života zvířat, tak např. existovali tzv. psí asketi. A jiní šramané věřili, že k osvícení může vést naprosté pohrdání lidským tělem. Tito asketi nevěnovali jakoukoli pozornost svým nečistým tělům, která tak postupně naprosto chátrala a obalovala se špínou.

## Nejvýznamnější šramané
Nakonec mezi jednotlivými šramanskými naukami nabyla vrcholu dvě učení, která vycházela právě z předpokladu existence karmického zákona a možnosti vysvobození z něj. Jednalo se o nauku Mahávíry a Gautamy, kteří byli zakladateli dvou velkých indických náboženství – džinismu a buddhismu. Obě náboženství, která existují dodnes, sice vycházejí ze stejného předpokladu, přesto se v základních bodech liší.
Mahávíra (v pálijských textech pravděpodobně označován jako Nigantha Nátaputta) učil, že spojení trvalého džívy se stále novými pomíjivými těly je následkem činů (karmy). Každý skutek těsněji spojuje džívu a tělo a přispívá k tomu, že džíva vstoupí po smrti do nového těla. Tento účinek se připisoval také neúmyslným činům, i náhodné zašlápnutí hmyzu se považovalo za akt zabití, které znemožňuje spásu a projevuje se strastiplně v budoucím zrození. Proto se např. džinistický šramana snažil klást chodidla jen tam, kde nemohl zašlápnout žádného tvora. Také aby oddělili džívu od těla a zabránili tak budoucímu zrození, pokoušeli se džinističtí asketi potlačit nebo omezit životně důležité tělesné funkce jako dýchání a přijímání potravy. Nejvyšším ideálem džinistů bylo vědomé vyhladovění, které dokumentovalo, jak asketa zanechal veškeré žádosti po tělesné existenci. Tím se zrušilo znovuzrození; věčný džíva rozvázal své spojení s pomíjivým světem.
Naopak Gautama (v páli Gótama), známý jako Buddha, učil, že neexistuje žádná trvalá podstata jako džíva nebo átman (viz anátman). Karmický následek podle něj přináší pouze úmyslné činy (nikoli např. nevědomé zašlápnutí mravence) a k vysvobození dochází na základě bezprostředního vhledu do podstaty vlastní existence. Předpokladem probuzení byla podle něj praxe morálky, soustředění nebo koncentrace a bdělosti – známý trojlístek šíla, samádhi, smrti (v pálí síla, samádhi, sati).